# Rena Schwarz

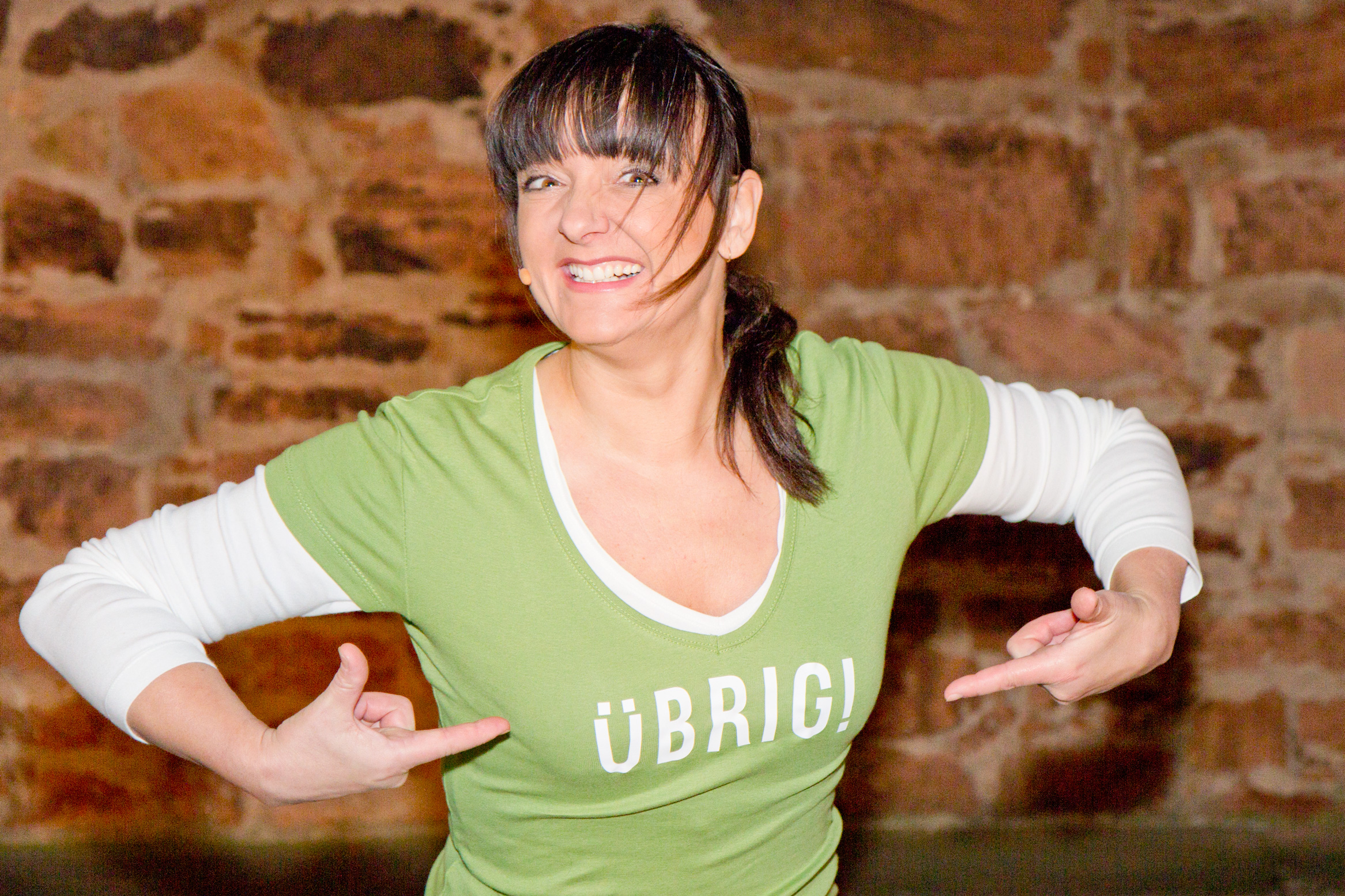
Rena Schwarz 2012
mit ihrem Programm „jung? ...attraktiv, & übrig!“

Rena Schwarz (* 20. Jahrhundert in Bielefeld) ist eine deutsche Schauspielerin und Kabarettistin.

## Leben
Rena Schwarz erlernte den Beruf einer Direktrice. Nach einem Umzug nach Aschaffenburg begann ihre Karriere als Schauspielerin, Komödiantin und Sängerin. In Aschaffenburg lernte sie an der Schauspielschule „actor's company“ die Schauspielerei mit Abschluss.
Zunächst arbeitete sie an verschiedenen Bühnen in klassischen und traditionellen Theaterstücken, im Boulevard-Theater und beim interaktiven Theater. Im Januar 1999 gelang ihr der kabarettistische Durchbruch bei Urban Priols „Kabarett im Hofgarten“. Zunächst begann sie vor den Vorstellungen die Conférencen mit selbst geschriebenen komödiantischen Stücken. Nach mehreren Auftritten entwickelte sich hieraus ein eigenes Soloprogramm, das sie im Rahmen der Nachwuchsförderung vorstellen konnte. In ihren Programmen setzt sich die Kabarettistin hauptsächlich mit der Realsatire des Alltags auseinander. Inzwischen führen ihre Engagements Rena Schwarz auch ins Ausland.

## Auszeichnungen
Im Juni 2001 wurde sie in Österreich als Preisträgerin des 3. Steyr Kleinkunstpreises gekürt. Sie erhielt 2012 den Kabarettpreis "Emser Pastillchen".